# Cadre-47/2-Europameisterschaft 2006

Logo CEB (ausrichtender Verband)

Veranstaltungsort: Delden

Die Cadre-47/2-Europameisterschaft 2006 war das 60. Turnier in dieser Disziplin des Karambolagebillards und fand vom 7. bis zum 12. März 2006 in Delden, in der niederländischen Provinz Overijssel statt. Es war die 23. Cadre-47/2-Europameisterschaft in den Niederlanden.

## Geschichte
Zum dritten Mal nach 1997 und 2001 stand am Ende einer Cadre 47/2-EM Fabian Blondeel ganz oben auf dem Podest. Gegen einen im Turnier enorm stark spielenden Patrick Niessen setzte sich der Bochumer im Finale mit 300:270 in vier Aufnahmen durch. Das gute deutsche Gesamtergebnis wurde durch Thomas Nockemann, der zusammen mit  Xavier Gretillat den Bronzeplatz belegte, bestätigt.

## Modus
Gespielt wurden zwei Vorqualifikationen bis 200 Punkte. Die Hauptqualifikation wurde bis 250 Punkte gespielt. In der qualifizierten sich die sieben Gruppensieger für das Hauptturnier. Es wurde zwei Gruppen à vier Spieler gebildet. Die beiden Gruppenbesten qualifizierten sich für die KO-Runde. Hier wurde bis 300 Punkte gespielt. Platz drei wurde nicht ausgespielt.
Die Qualifikationsgruppen wurden nach Rangliste gesetzt. Es gab außer dem Titelverteidiger keine gesetzten Spieler mehr für das Hauptturnier.
1. MP = Matchpunkte
2. GD = Generaldurchschnitt
3. HS = Höchstserie

## Qualifikation
| MP    | Match Points (Sieger = 2; Unentschieden = 1; Verlierer = 0) |
| Pkte. | Erzielte Karambolagen                                       |
| Aufn. | Benötigte Versuche                                          |
| GD    | Generaldurchschnitt                                         |
| BED   | Bester Einzeldurchschnitt eines Spielers                    |
| HS    | Höchstserie                                                 |
|       | Bester GD des Turniers                                      |
|       | Bester ED des Turniers                                      |
|       | Beste HS des Turniers                                       |
|       | 1. Platz (Gold)                                             |
|       | 2. Platz (Silber)                                           |
|       | 3. Platz (Bronze)                                           |

### Vor-Vor-Vor-Qualifikation
| Abschlusstabelle Gruppe A | Abschlusstabelle Gruppe A | Abschlusstabelle Gruppe A | Abschlusstabelle Gruppe A | Abschlusstabelle Gruppe A | Abschlusstabelle Gruppe A | Abschlusstabelle Gruppe A | Abschlusstabelle Gruppe A | Abschlusstabelle Gruppe A |
| Platz                     | Name                      | MP                        | Pkte                      | Aufn.                     | GD                        | BED                       | HS                        |                           |
| ------------------------- | ------------------------- | ------------------------- | ------------------------- | ------------------------- | ------------------------- | ------------------------- | ------------------------- | ------------------------- |
| 1                         | René Luyterburg           | 4:0                       | 400                       | 7                         | 57,14                     | 100,00                    | 173                       |                           |
| 2                         | Frans van Hoey            | 2:2                       | 227                       | 21                        | 10,80                     | 10,52                     | 46                        |                           |
| 3                         | Gerhard ten Lohuis        | 0:4                       | 134                       | 24                        | 5,58                      | –                         | 40                        |                           |

| Abschlusstabelle Gruppe B | Abschlusstabelle Gruppe B | Abschlusstabelle Gruppe B | Abschlusstabelle Gruppe B | Abschlusstabelle Gruppe B | Abschlusstabelle Gruppe B | Abschlusstabelle Gruppe B | Abschlusstabelle Gruppe B | Abschlusstabelle Gruppe B |
| Platz                     | Name                      | MP                        | Pkte                      | Aufn.                     | GD                        | BED                       | HS                        |                           |
| ------------------------- | ------------------------- | ------------------------- | ------------------------- | ------------------------- | ------------------------- | ------------------------- | ------------------------- | ------------------------- |
| 1                         | Freek Ottenhof            | 4:0                       | 400                       | 10                        | 40,00                     | 50,00                     | 87                        |                           |
| 2                         | Mathijs Bakker            | 2:2                       | 346                       | 12                        | 28,83                     | 25,00                     | 131                       |                           |
| 3                         | Gerrit van Beek           | 0:4                       | 168                       | 14                        | 12,00                     | –                         | 47                        |                           |

| Abschlusstabelle Gruppe C | Abschlusstabelle Gruppe C | Abschlusstabelle Gruppe C | Abschlusstabelle Gruppe C | Abschlusstabelle Gruppe C | Abschlusstabelle Gruppe C | Abschlusstabelle Gruppe C | Abschlusstabelle Gruppe C | Abschlusstabelle Gruppe C |
| Platz                     | Name                      | MP                        | Pkte                      | Aufn.                     | GD                        | BED                       | HS                        |                           |
| ------------------------- | ------------------------- | ------------------------- | ------------------------- | ------------------------- | ------------------------- | ------------------------- | ------------------------- | ------------------------- |
| 1                         | Wiel van Gemert           | 4:0                       | 400                       | 12                        | 33,33                     | 40,00                     | 123                       |                           |
| 2                         | Dennis Timmers            | 2:2                       | 254                       | 11                        | 23,09                     | 50,00                     | 142                       |                           |
| 3                         | Axel Büscher              | 0:4                       | 112                       | 9                         | 12,44                     | –                         | 39                        |                           |

| Abschlusstabelle Gruppe D | Abschlusstabelle Gruppe D | Abschlusstabelle Gruppe D | Abschlusstabelle Gruppe D | Abschlusstabelle Gruppe D | Abschlusstabelle Gruppe D | Abschlusstabelle Gruppe D | Abschlusstabelle Gruppe D | Abschlusstabelle Gruppe D |
| Platz                     | Name                      | MP                        | Pkte                      | Aufn.                     | GD                        | BED                       | HS                        |                           |
| ------------------------- | ------------------------- | ------------------------- | ------------------------- | ------------------------- | ------------------------- | ------------------------- | ------------------------- | ------------------------- |
| 1                         | Raymund Swertz            | 2:2                       | 358                       | 17                        | 21,05                     | 25,00                     | 119                       |                           |
| 2                         | Wiljan van den Heuvel     | 2:2                       | 283                       | 17                        | 16,64                     | 22,22                     | 61                        |                           |

| Abschlusstabelle Gruppe E | Abschlusstabelle Gruppe E | Abschlusstabelle Gruppe E | Abschlusstabelle Gruppe E | Abschlusstabelle Gruppe E | Abschlusstabelle Gruppe E | Abschlusstabelle Gruppe E | Abschlusstabelle Gruppe E | Abschlusstabelle Gruppe E |
| Platz                     | Name                      | MP                        | Pkte                      | Aufn.                     | GD                        | BED                       | HS                        |                           |
| ------------------------- | ------------------------- | ------------------------- | ------------------------- | ------------------------- | ------------------------- | ------------------------- | ------------------------- | ------------------------- |
| 1                         | Peter Volleberg           | 2:2                       | 328                       | 17                        | 19,29                     | 40,00                     | 166                       |                           |
| 2                         | Michael van Bochem        | 2:2                       | 303                       | 17                        | 17,82                     | 16,66                     | 121                       |                           |

### Vor-Vor-Qualifikation
| Abschlusstabelle Gruppe A | Abschlusstabelle Gruppe A | Abschlusstabelle Gruppe A | Abschlusstabelle Gruppe A | Abschlusstabelle Gruppe A | Abschlusstabelle Gruppe A | Abschlusstabelle Gruppe A | Abschlusstabelle Gruppe A | Abschlusstabelle Gruppe A |
| Platz                     | Name                      | MP                        | Pkte                      | Aufn.                     | GD                        | BED                       | HS                        |                           |
| ------------------------- | ------------------------- | ------------------------- | ------------------------- | ------------------------- | ------------------------- | ------------------------- | ------------------------- | ------------------------- |
| 1                         | Dennis Timmers            | 4:0                       | 400                       | 22                        | 18,18                     | 20,00                     | 75                        |                           |
| 2                         | Carsten Krane             | 2:2                       | 293                       | 24                        | 12,20                     | 16,66                     | 47                        |                           |
| 3                         | Pavel Böhm                | 0:4                       | 176                       | 22                        | 8,00                      | –                         | 53                        |                           |

| Abschlusstabelle Gruppe B | Abschlusstabelle Gruppe B | Abschlusstabelle Gruppe B | Abschlusstabelle Gruppe B | Abschlusstabelle Gruppe B | Abschlusstabelle Gruppe B | Abschlusstabelle Gruppe B | Abschlusstabelle Gruppe B | Abschlusstabelle Gruppe B |
| Platz                     | Name                      | MP                        | Pkte                      | Aufn.                     | GD                        | BED                       | HS                        |                           |
| ------------------------- | ------------------------- | ------------------------- | ------------------------- | ------------------------- | ------------------------- | ------------------------- | ------------------------- | ------------------------- |
| 1                         | Mathijs Bakker            | 4:0                       | 400                       | 20                        | 20,00                     | 25,00                     | 127                       |                           |
| 2                         | Ad Klein                  | 2:2                       | 284                       | 21                        | 13,52                     | 13,33                     | 64                        |                           |
| 3                         | Jiri Bartos               | 0:4                       | 234                       | 29                        | 8,06                      | –                         | 70                        |                           |

| Abschlusstabelle Gruppe C | Abschlusstabelle Gruppe C | Abschlusstabelle Gruppe C | Abschlusstabelle Gruppe C | Abschlusstabelle Gruppe C | Abschlusstabelle Gruppe C | Abschlusstabelle Gruppe C | Abschlusstabelle Gruppe C | Abschlusstabelle Gruppe C |
| Platz                     | Name                      | MP                        | Pkte                      | Aufn.                     | GD                        | BED                       | HS                        |                           |
| ------------------------- | ------------------------- | ------------------------- | ------------------------- | ------------------------- | ------------------------- | ------------------------- | ------------------------- | ------------------------- |
| 1                         | Peter Volleberg           | 4:0                       | 200                       | 8                         | 25,00                     | 25,00                     | 125                       |                           |
| 2                         | Udo Mielke                | 2:2                       | 62                        | 8                         | 7,75                      | –                         | 29                        |                           |
| 3                         | Fabien Canonne            | w.o.(*)                   |                           |                           |                           |                           |                           |                           |

| Abschlusstabelle Gruppe D | Abschlusstabelle Gruppe D | Abschlusstabelle Gruppe D | Abschlusstabelle Gruppe D | Abschlusstabelle Gruppe D | Abschlusstabelle Gruppe D | Abschlusstabelle Gruppe D | Abschlusstabelle Gruppe D | Abschlusstabelle Gruppe D |
| Platz                     | Name                      | MP                        | Pkte                      | Aufn.                     | GD                        | BED                       | HS                        |                           |
| ------------------------- | ------------------------- | ------------------------- | ------------------------- | ------------------------- | ------------------------- | ------------------------- | ------------------------- | ------------------------- |
| 1                         | Raymond Swertz            | 4:0                       | 400                       | 14                        | 28,57                     | 66,66                     | 114                       |                           |
| 2                         | Markus Melerski           | 2:2                       | 250                       | 17                        | 14,70                     | 14,28                     | 106                       |                           |
| 3                         | Janis Ziogas              | 0:4                       | 286                       | 25                        | 11,44                     | –                         | 82                        |                           |

| Abschlusstabelle Gruppe E | Abschlusstabelle Gruppe E | Abschlusstabelle Gruppe E | Abschlusstabelle Gruppe E | Abschlusstabelle Gruppe E | Abschlusstabelle Gruppe E | Abschlusstabelle Gruppe E | Abschlusstabelle Gruppe E | Abschlusstabelle Gruppe E |
| Platz                     | Name                      | MP                        | Pkte                      | Aufn.                     | GD                        | BED                       | HS                        |                           |
| ------------------------- | ------------------------- | ------------------------- | ------------------------- | ------------------------- | ------------------------- | ------------------------- | ------------------------- | ------------------------- |
| 1                         | Wiel van Gemert           | 4:0                       | 400                       | 18                        | 22,22                     | 22,22                     | 127                       |                           |
| 2                         | Arnd Riedel               | 2:2                       | 293                       | 22                        | 13,31                     | 15,38                     | 60                        |                           |
| 3                         | Jordi Gassó               | 0:4                       | 256                       | 22                        | 11,63                     | –                         | 38                        |                           |

| Abschlusstabelle Gruppe F | Abschlusstabelle Gruppe F | Abschlusstabelle Gruppe F | Abschlusstabelle Gruppe F | Abschlusstabelle Gruppe F | Abschlusstabelle Gruppe F | Abschlusstabelle Gruppe F | Abschlusstabelle Gruppe F | Abschlusstabelle Gruppe F |
| Platz                     | Name                      | MP                        | Pkte                      | Aufn.                     | GD                        | BED                       | HS                        |                           |
| ------------------------- | ------------------------- | ------------------------- | ------------------------- | ------------------------- | ------------------------- | ------------------------- | ------------------------- | ------------------------- |
| 1                         | Freek Ottenhof            | 4:0                       | 400                       | 10                        | 40,00                     | 100,00                    | 159                       |                           |
| 2                         | George Sakkas             | 2:2                       | 276                       | 18                        | 15,33                     | 20,00                     | 91                        |                           |
| 3                         | Milan Raček               | 0:4                       | 220                       | 12                        | 18,33                     | –                         | 77                        |                           |

| Abschlusstabelle Gruppe G | Abschlusstabelle Gruppe G | Abschlusstabelle Gruppe G | Abschlusstabelle Gruppe G | Abschlusstabelle Gruppe G | Abschlusstabelle Gruppe G | Abschlusstabelle Gruppe G | Abschlusstabelle Gruppe G | Abschlusstabelle Gruppe G |
| Platz                     | Name                      | MP                        | Pkte                      | Aufn.                     | GD                        | BED                       | HS                        |                           |
| ------------------------- | ------------------------- | ------------------------- | ------------------------- | ------------------------- | ------------------------- | ------------------------- | ------------------------- | ------------------------- |
| 1                         | René Luyterburg           | 4:0                       | 400                       | 12                        | 33,33                     | 100,00                    | 141                       |                           |
| 2                         | Koen Saver                | 2:2                       | 211                       | 14                        | 15,07                     | 16,66                     | 81                        |                           |
| 3                         | Jan Antos                 | 0:4                       | 62                        | 22                        | 2,81                      | –                         | 13                        |                           |

(*) In der Gruppe C bekamen Peter Volleberg und Udo Mielke 2:0 MP gegen Fabien Canonne, der nicht angetreten war.

### Vor-Qualifikation
| Abschlusstabelle Gruppe A | Abschlusstabelle Gruppe A | Abschlusstabelle Gruppe A | Abschlusstabelle Gruppe A | Abschlusstabelle Gruppe A | Abschlusstabelle Gruppe A | Abschlusstabelle Gruppe A | Abschlusstabelle Gruppe A | Abschlusstabelle Gruppe A |
| Platz                     | Name                      | MP                        | Pkte                      | Aufn.                     | GD                        | BED                       | HS                        |                           |
| ------------------------- | ------------------------- | ------------------------- | ------------------------- | ------------------------- | ------------------------- | ------------------------- | ------------------------- | ------------------------- |
| 1                         | Esteve Mata               | 4:0                       | 400                       | 5                         | 80,00                     | 100,00                    | 190                       |                           |
| 2                         | Johann Petit              | 2:2                       | 287                       | 7                         | 41,00                     | 50,00                     | 154                       |                           |
| 3                         | Dennis Timmers            | 0:4                       | 208                       | 6                         | 34,66                     | –                         | 182                       |                           |

| Abschlusstabelle Gruppe B | Abschlusstabelle Gruppe B | Abschlusstabelle Gruppe B | Abschlusstabelle Gruppe B | Abschlusstabelle Gruppe B | Abschlusstabelle Gruppe B | Abschlusstabelle Gruppe B | Abschlusstabelle Gruppe B | Abschlusstabelle Gruppe B |
| Platz                     | Name                      | MP                        | Pkte                      | Aufn.                     | GD                        | BED                       | HS                        |                           |
| ------------------------- | ------------------------- | ------------------------- | ------------------------- | ------------------------- | ------------------------- | ------------------------- | ------------------------- | ------------------------- |
| 1                         | Fabian Blondeel           | 4:0                       | 400                       | 7                         | 57,14                     | 66,66                     | 155                       |                           |
| 2                         | Mathijs Bakker            | 2:2                       | 208                       | 15                        | 13,86                     | 18,18                     | 104                       |                           |
| 3                         | Nicolas Gerassimopoulos   | 0:4                       | 168                       | 14                        | 12,00                     | –                         | 63                        |                           |

| Abschlusstabelle Gruppe C | Abschlusstabelle Gruppe C | Abschlusstabelle Gruppe C | Abschlusstabelle Gruppe C | Abschlusstabelle Gruppe C | Abschlusstabelle Gruppe C | Abschlusstabelle Gruppe C | Abschlusstabelle Gruppe C | Abschlusstabelle Gruppe C |
| Platz                     | Name                      | MP                        | Pkte                      | Aufn.                     | GD                        | BED                       | HS                        |                           |
| ------------------------- | ------------------------- | ------------------------- | ------------------------- | ------------------------- | ------------------------- | ------------------------- | ------------------------- | ------------------------- |
| 1                         | Brahim Djoubri            | 4:0                       | 400                       | 9                         | 44,44                     | 200,00                    | 200                       |                           |
| 2                         | Johan Claessen            | 2:2                       | 282                       | 8                         | 35,25                     | 28,57                     | 83                        |                           |
| 3                         | Wiel van Gemert           | 0:4                       | 385                       | 15                        | 25,66                     | –                         | 63                        |                           |

| Abschlusstabelle Gruppe D | Abschlusstabelle Gruppe D | Abschlusstabelle Gruppe D | Abschlusstabelle Gruppe D | Abschlusstabelle Gruppe D | Abschlusstabelle Gruppe D | Abschlusstabelle Gruppe D | Abschlusstabelle Gruppe D | Abschlusstabelle Gruppe D |
| Platz                     | Name                      | MP                        | Pkte                      | Aufn.                     | GD                        | BED                       | HS                        |                           |
| ------------------------- | ------------------------- | ------------------------- | ------------------------- | ------------------------- | ------------------------- | ------------------------- | ------------------------- | ------------------------- |
| 1                         | Marek Faus                | 4:0                       | 400                       | 5                         | 80,00                     | 200,00                    | 200                       |                           |
| 2                         | Peter Volleberg           | 1:3                       | 247                       | 8                         | 30,87                     | 28,57                     | 73                        |                           |
| 3                         | Raúl Cuenca               | 1:3                       | 316                       | 11                        | 28,72                     | 28,57                     | 75                        |                           |

| Abschlusstabelle Gruppe E | Abschlusstabelle Gruppe E | Abschlusstabelle Gruppe E | Abschlusstabelle Gruppe E | Abschlusstabelle Gruppe E | Abschlusstabelle Gruppe E | Abschlusstabelle Gruppe E | Abschlusstabelle Gruppe E | Abschlusstabelle Gruppe E |
| Platz                     | Name                      | MP                        | Pkte                      | Aufn.                     | GD                        | BED                       | HS                        |                           |
| ------------------------- | ------------------------- | ------------------------- | ------------------------- | ------------------------- | ------------------------- | ------------------------- | ------------------------- | ------------------------- |
| 1                         | Pierre Soumagne           | 4:0                       | 400                       | 10                        | 40,00                     | 40,00                     | 154                       |                           |
| 2                         | Raymund Swertz            | 2:2                       | 209                       | 11                        | 19,00                     | 33,33                     | 76                        |                           |
| 3                         | Juan Espinasa             | 0:4                       | 333                       | 11                        | 30,27                     | –                         | 102                       |                           |

| Abschlusstabelle Gruppe F | Abschlusstabelle Gruppe F | Abschlusstabelle Gruppe F | Abschlusstabelle Gruppe F | Abschlusstabelle Gruppe F | Abschlusstabelle Gruppe F | Abschlusstabelle Gruppe F | Abschlusstabelle Gruppe F | Abschlusstabelle Gruppe F |
| Platz                     | Name                      | MP                        | Pkte                      | Aufn.                     | GD                        | BED                       | HS                        |                           |
| ------------------------- | ------------------------- | ------------------------- | ------------------------- | ------------------------- | ------------------------- | ------------------------- | ------------------------- | ------------------------- |
| 1                         | René Luyterburg           | 4:0                       | 400                       | 7                         | 57,14                     | 66,66                     | 184                       |                           |
| 2                         | Francisco Fortiana        | 2:2                       | 329                       | 10                        | 32,90                     | 28,57                     | 115                       |                           |
| 3                         | Robby Sonck               | 0:4                       | 89                        | 11                        | 8,09                      | –                         | 26                        |                           |

| Abschlusstabelle Gruppe G | Abschlusstabelle Gruppe G | Abschlusstabelle Gruppe G | Abschlusstabelle Gruppe G | Abschlusstabelle Gruppe G | Abschlusstabelle Gruppe G | Abschlusstabelle Gruppe G | Abschlusstabelle Gruppe G | Abschlusstabelle Gruppe G |
| Platz                     | Name                      | MP                        | Pkte                      | Aufn.                     | GD                        | BED                       | HS                        |                           |
| ------------------------- | ------------------------- | ------------------------- | ------------------------- | ------------------------- | ------------------------- | ------------------------- | ------------------------- | ------------------------- |
| 1                         | Rini Megens               | 4:0                       | 400                       | 17                        | 23,52                     | 28,57                     | 131                       |                           |
| 2                         | Carlos Tuset              | 2:2                       | 230                       | 19                        | 12,10                     | 22,22                     | 53                        |                           |
| 3                         | Freek Ottenhof            | 0:4                       | 344                       | 16                        | 21,50                     | –                         | 84                        |                           |

### Haupt-Qualifikation
| 1 | Pierre Soumagne     | 4:0 | 500 | 12 | 041,66 | 062,50 | 243 |
| 2 | Juan Carlos Pareras | 2:2 | 456 | 10 | 045,60 | 125,00 | 199 |
| 3 | Henri Tilleman      | 0:4 | 185 | 6  | 030,83 | –      | 105 |

| 1 | Xavier Gretillat      | 4:0 | 500 | 5 | 100,00 | 250,00 | 250 |
| 2 | Brahim Djoubri        | 2:2 | 279 | 6 | 046,50 | 125,00 | 248 |
| 3 | Martien van der Spoel | 0:4 | 47  | 3 | 015,66 | 0–     | 46  |

| 1 | Patrick Niessen | 4:0 | 500 | 10 | 050,00 | 083,33 | 136 |
| 2 | Rini Megens     | 2:2 | 322 | 11 | 029,27 | 062,50 | 151 |
| 3 | Louis Edelin    | 0:4 | 403 | 7  | 057,57 | 0–     | 199 |

| 1 | Fabian Blondeel     | 3:1 | 500 | 8  | 062,50 | 125,00 | 250 |
| 2 | Philippe Deraes     | 2:2 | 500 | 10 | 050,00 | 062,50 | 132 |
| 3 | Michel van Silfhout | 1:3 | 386 | 6  | 064,33 | 062,50 | 136 |

| 1 | Thomas Nockemann | 4:0 | 500 | 7  | 071,42 | 083,33 | 190 |
| 2 | Rafael Garcia    | 2:2 | 352 | 15 | 023,46 | 020,83 | 157 |
| 3 | René Luyterburg  | 0:4 | 435 | 16 | 027,18 | –      | 84  |

| 1 | Laurent Guénet | 4:0 | 500 | 15 | 033,33 | 050,00 | 117 |
| 2 | Esteve Mata    | 2:2 | 376 | 15 | 025,06 | 050,00 | 245 |
| 3 | Sven Daske     | 0:4 | 164 | 10 | 016,40 | –      | 73  |

| 1 | Marek Faus    | 4:0 | 500 | 5  | 100,00 | 250,00 | 250 |
| 2 | Ludger Havlik | 2:2 | 484 | 13 | 37,23  | 027,77 | 116 |
| 3 | David Jacquet | 0:4 | 141 | 10 | 014,10 | –      | 61  |

## Hauptturnier

### Gruppenphase
| Abschlusstabelle Gruppe A | Abschlusstabelle Gruppe A | Abschlusstabelle Gruppe A | Abschlusstabelle Gruppe A | Abschlusstabelle Gruppe A | Abschlusstabelle Gruppe A | Abschlusstabelle Gruppe A | Abschlusstabelle Gruppe A |
| Platz                     | Name                      | MP                        | Pkt.                      | Aufn.                     | GD                        | BED                       | HS                        |
| ------------------------- | ------------------------- | ------------------------- | ------------------------- | ------------------------- | ------------------------- | ------------------------- | ------------------------- |
| 1                         | Thomas Nockemann          | 6:0                       | 900                       | 8                         | 112,50                    | 300,00                    | 300                       |
| 2                         | Patrick Niessen           | 4:2                       | 813                       | 7                         | 116,14                    | 100,00                    | 300                       |
| 3                         | Arnim Kahofer             | 2:4                       | 508                       | 14                        | 36,28                     | 37,50                     | 138                       |
| 4                         | Laurent Guénet            | 0:6                       | 442                       | 15                        | 29,46                     | –                         | 215                       |

| Abschlusstabelle Gruppe B | Abschlusstabelle Gruppe B | Abschlusstabelle Gruppe B | Abschlusstabelle Gruppe B | Abschlusstabelle Gruppe B | Abschlusstabelle Gruppe B | Abschlusstabelle Gruppe B | Abschlusstabelle Gruppe B |
| Platz                     | Name                      | MP                        | Pkt.                      | Aufn.                     | GD                        | BED                       | HS                        |
| ------------------------- | ------------------------- | ------------------------- | ------------------------- | ------------------------- | ------------------------- | ------------------------- | ------------------------- |
| 1                         | Xavier Gretillat          | 4:2                       | 638                       | 6                         | 106,33                    | 150,00                    | 300                       |
| 2                         | Fabian Blondeel           | 4:2                       | 624                       | 6                         | 104,00                    | 150,00                    | 205                       |
| 3                         | Pierre Soumagne           | 2:4                       | 537                       | 9                         | 59,66                     | 60,00                     | 266                       |
| 4                         | Marek Faus                | 2:4                       | 383                       | 9                         | 42,55                     | 150,00                    | 300                       |

### KO-Phase
|  | Halbfinale       | Halbfinale | Halbfinale | Halbfinale | Halbfinale | Halbfinale |                 |                 | Finale | Finale | Finale | Finale | Finale | Finale |
|  |                  |            |            |            |            |            |                 |                 |        |        |        |        |        |        |
|  |                  | MP         | Pkte.      | Aufn.      | ED         | HS         |                 |                 |        |        |        |        |        |        |
|  |                  | MP         | Pkte.      | Aufn.      | ED         | HS         |                 |                 |        |        |        |        |        |        |
|  | Thomas Nockemann | 0          | 62         | 3          | 20,66      | 59         |                 |                 |        |        |        |        |        |        |
|  | Thomas Nockemann | 0          | 62         | 3          | 20,66      | 59         |                 | MP              | Pkte.  | Aufn.  | ED     | HS     |        |        |
|  | Fabian Blondeel  | 2          | 300        | 3          | 100,00     | 210        |                 | MP              | Pkte.  | Aufn.  | ED     | HS     |        |        |
|  | Fabian Blondeel  | 2          | 300        | 3          | 100,00     | 210        | Fabian Blondeel | 2               | 300    | 4      | 75,00  | 194    |        |        |
|  |                  | MP         | Pkte.      | Aufn.      | ED         | HS         | Fabian Blondeel | 2               | 300    | 4      | 75,00  | 194    |        |        |
|  |                  | MP         | Pkte.      | Aufn.      | ED         | HS         |                 | Patrick Niessen | 0      | 270    | 4      | 67,50  | 230    |        |
|  | Xavier Gretillat | 0          | 123        | 1          | 123,00     | 123        |                 | Patrick Niessen | 0      | 270    | 4      | 67,50  | 230    |        |
|  | Xavier Gretillat | 0          | 123        | 1          | 123,00     | 123        |                 |                 |        |        |        |        |        |        |
|  | Patrick Niessen  | 2          | 300        | 1          | 300,00     | 300        |                 |                 |        |        |        |        |        |        |
|  | Patrick Niessen  | 2          | 300        | 1          | 300,00     | 300        |                 |                 |        |        |        |        |        |        |

## Abschlusstabelle
| MP    | Match Points (Sieger = 2; Unentschieden = 1; Verlierer = 0) |
| Pkte. | Erzielte Karambolagen                                       |
| Aufn. | Benötigte Versuche                                          |
| GD    | Generaldurchschnitt                                         |
| BED   | Bester Einzeldurchschnitt eines Spielers                    |
| HS    | Höchstserie                                                 |
|       | Bester GD des Turniers                                      |
|       | Bester ED des Turniers                                      |
|       | Beste HS des Turniers                                       |
|       | 1. Platz (Gold)                                             |
|       | 2. Platz (Silber)                                           |
|       | 3. Platz (Bronze)                                           |

| Phase                                | Platz | Name             | MP  | Pkt. | Aufn. | GD     | BED    | HS  |
| ------------------------------------ | ----- | ---------------- | --- | ---- | ----- | ------ | ------ | --- |
| Finale                               | 1     | Fabian Blondeel  | 8:2 | 1224 | 13    | 94,15  | 150,00 | 210 |
| Finale                               | 2     | Patrick Niessen  | 6:4 | 1383 | 12    | 115,25 | 300,00 | 300 |
| Halb- finale                         | 3     | Thomas Nockemann | 6:2 | 962  | 11    | 87,45  | 300,00 | 300 |
| Halb- finale                         | 3     | Xavier Gretillat | 4:4 | 761  | 7     | 108,71 | 150,00 | 300 |
| Gruppen- phase                       | 5     | Pierre Soumagne  | 2:4 | 537  | 9     | 59,66  | 60,00  | 266 |
| Gruppen- phase                       | 6     | Arnim Kahofer    | 2:4 | 508  | 14    | 36,28  | 37,50  | 138 |
| Gruppen- phase                       | 7     | Marek Faus       | 2:4 | 383  | 9     | 42,55  | 150,00 | 300 |
| Gruppen- phase                       | 8     | Laurent Guénet   | 0:6 | 442  | 15    | 29,46  | –      | 215 |
| Turnierdurchschnitt: Endrunde: 67,88 |       |                  |     |      |       |        |        |     |